# Pavel Chaloupka
Pavel Chaloupka (* 4. Mai 1959 in Most; † 23. Mai 2025 in Chomutov) war ein tschechoslowakischer Fußballspieler und späterer Fußballtrainer.

## Sportliche Laufbahn

### Vereinskarriere
Pavel Chaloupka spielte in seiner Jugend für CHZ Litvínov. Später wechselte er zum Verein Sklo Union Teplice, für den er 1977 in der 1. Tschechoslowakischen Liga debütierte.
Von 1978 bis 1980 absolvierte der Mittelfeldspieler seinen Wehrdienst für VTJ Tábor und Dukla Prag. 1981 wechselte er zu FC Bohemians Prag, dem er bis 1988 treu blieb. 1982/83 wurde er mit 17 Toren Torschützenkönig der Tschechoslowakischen Liga und trug so einen großen Anteil zum Meisterschaftsgewinn des Vereins bei.
Zum Jahreswechsel ging Chaloupka aus der ČSSR in die Bundesrepublik zu Fortuna Düsseldorf in die 2. Bundesliga. Dort schoss er im Spieljahr 1988/89 in 15 Spielen fünf Tore und verhalf den Düsseldorfern so zum Aufstieg in die 1. Bundesliga. In der Saison 1989/90 machte er 22 Spiele, in denen er vier Treffer erzielte. In der letzten eigenständigen Saison des ostdeutschen Erstligafußballs lief er für den FC Berlin auf. Anschließend schnürte er seine Fußballschuhe für Hertha Zehlendorf und 1992/93 für den Spandauer SV.
Nach dem Ende seiner Profikarriere spielte Chaloupka für den SV Neuendorf aus Unterfranken in der Kreis- und Bezirksliga.

### Auswahleinsätze
Mit der ČSSR-Nachwuchsauswahl drang er 1980 bis ins Viertelfinale der U-21-Europameisterschaft vor. Dort schieden Chaloupka und seine Mitspieler gegen Jugoslawien aus.
Für die Tschechoslowakei machte Chaloupka 20 A-Länderspiele. Bei der Weltmeisterschaft 1982 in Spanien zählt er zum Kader seine Landes und bestritt eine Endrundenpartie gegen das englische Team.

## Trainerlaufbahn
Pavel Chaloupka trainierte 2004/05 den FK SIAD Most B, 2005/06 den AFK LoKo Chomutov und war 2006 Assistenztrainer beim FK Chmel Blšany.